# Juan Bautista Erro
Juan Bautista Erro y Azpiroz, (Andoáin, 12 de julio de 1773 - Bayona, 5 de enero de 1854) fue un político, hacendista y arqueólogo español. Como ministro del Infante Don Carlos, fue el responsable de la insistencia de los carlistas en sitiar Bilbao en 1836.

## Biografía
Hijo de un profesor del Colegio de Bergara, estudió matemáticas y dibujo en la Sociedad Económica Vascongada (1791). Fue contador de rentas, propios y arbitrios de las provincias de Soria (1798), donde continuó las investigaciones arqueológicas de Juan Loperráez sobre Numancia iniciando las primeras excavaciones arqueológicas en 1803, y en La Mancha (1807); superintendente de las minas de Almadén (1802), donde trazó los planos de las minas y participó en su Academia de Minería y Geometría Subterránea. Casó con María del Carmen Constantín y tuvo de ella al menos dos hijos: Mateo, también destacado y laureado funcionario, y Juan Evangelista.
Durante la Guerra de la Independencia Española fue vocal secretario de las Juntas de Defensa de Andalucía y La Mancha (1809), diputado a Cortes (1810) y presidente de la Junta de La Mancha, siendo recompensado por el rey Fernando VII a su regreso con el cargo de intendente de las provincias de Soria y Madrid (1814). Posteriormente fue intendente del ejército de Cataluña (1817), intendente de Madrid y de Barcelona (1820). 
De ideas reaccionarias y absolutistas, huyó a Francia un año después del triunfo liberal de Rafael del Riego, en 1821, y formó parte de la Regencia de Urgel o gobierno absolutista provisional de 1823. Al concluir el Trienio Liberal fue nombrado secretario de Estado y de despacho de Hacienda (1823) y Consejero de Estado por Fernando VII, quien le agració con la Gran Cruz de la Orden de Carlos III. 
Reemplazado después por el más liberal Luis López Ballesteros, fue desterrado a Valladolid en 1825 y rehabilitado tres años más tarde. De nuevo le destierran a Sevilla en 1830, pero obtiene permiso para ir a Sanlúcar de Barrameda y luego a Cartagena, desde donde huye a Londres por Gibraltar (1835).

### Ministro carlista
En Inglaterra vivía alejado de la política, y dedicado a estudios literarios. No obstante, en Londres traba estrecha amistad con Don Carlos, quien en 1836, durante la Primera Guerra Carlista lo nombra ministro Universal con el encargo de enderezar su Hacienda, pero no lo consigue pese a suprimir gastos superfluos y constituir un Consejo General de Negocios del Reino. 
Erro puso a sus inmediatas órdenes para ayudarle en su misión a José Morejón (como subsecretario del Despacho de Guerra) a José Arias Teijeiro (como subsecretario del Despacho de Gracia y Justicia) y a Wenceslao Sierra (como subsecretario del Despacho de Estado), ordenando numerosas disposiciones administrativas y de distintos órdenes; atendiendo a la vez a los asuntos eclesiásticos y diplomáticos, a la organización de los tribunales de justicia, de la instrucción pública y a la marcha general de las operaciones militares. 
En una junta convocada por Don Carlos, celebrada bajo su presidencia en Durango el 15 de octubre de 1836, con asistencia del Infante Don Sebastián Gabriel, de los generales Conde de Casa-Eguía, González Moreno, Uranga, Latorre, Villarreal y Urbiztondo y de los brigadieres Montenegro y Silvestre, comandantes generales, respectivamente, de Artillería e Ingenieros, el ministro Erro presentó una memoria considerando como indispensable la posesión de la plaza de Bilbao a fin de encontrar medios de continuar la guerra, pues aseguraba que una vez Bilbao en poder de los carlistas podrían éstos contratar un empréstito mediante el cual contaría el Carlismo con los elementos necesaríos para salvar en breve la distancia que le separaba de Madrid. Hubo opiniones en contrario; pero apoyado su parecer por el dictamen del General González Moreno, decidió Don Carlos que se emprendiese un nuevo sitio de Bilbao, el cual resultó fatal para los carlistas, y en, vista de ello dimitió Erro su ministerio Universal, pasando a su antiguo destino de consejero de Estado.
En el desempeño de su cargo figuró como testigo de Don Carlos en la boda de éste con la Princesa de Beira, y acompañó a su soberano constantemente hasta emigrar con él a Francia después del Convenio de Vergara en 1839.

### Exilio
El gobierno francés le internó con los demás refugiados legitimistas en Bourges y luego (1850) en Montpelier; consolidado el trono de Isabel II, obtuvo permiso para residir en Bayona. Allí trabó amistad con el abate Dovoisin que le instó mucho para que imprimiera sus estudios inéditos, pero murió el 5 de enero de 1854.

#### Estudios vascológicos
Continuó los estudios vascológicos de Pablo Pedro Astarloa y Juan Antonio de Iza Zamácola, quienes, a su muerte, legaron sus papeles, obras literarias y manuscritos a Erro. Todos estos papeles y el archivo de Erro, con los manuscritos y borradores originales de sus obras, se encuentran en el archivo del marquesado de Grox. Erro defendió en varias polémicas la lengua vasca. Con ese motivo publicó Alfabeto de la lengua primitiva de España y explicación de sus más antiguos monumentos de inscripciones y medallas, Madrid, 1806, donde sostiene que el alfabeto ibérico fue debido a los vascos y con gran facilidad se dedica a transcribir toda escritura supuestamente ibérica; José Antonio Conde atacó los disparates metodológicos e históricos contenidos en esta obra, a lo que se añadió el cura de Montuenga. La obra fue sin embargo traducida al inglés en por George W. Erving (Boston, 1829) y al francés por Eloi Johanneau, sin lugar ni año. Contestó a estas críticas en 1807 con Observaciones filosóficas en favor del Alfabeto primitivo. En Madrid edító su obra principal, El mundo primitivo o examen filosófico de la antigüedad y cultura de la nación bascongada.

## Obras
- Alfabeto de la lengua primitiva de España (Madrid, 1806)
- Observaciones filosóficas en favor del alfabeto primitivo (Pamplona, 1807)
- El mundo primitivo o Examen filosófico de la antigüedad y cultura de la nación bascongada (Madrid, 1815). Hay edición moderna: Editorial Amigos del Libro Vasco, 1983.